# Orwell ou l’Horreur de la politique
Orwell ou l'Horreur de la politique est un essai de Simon Leys sur l'écrivain et journaliste britannique George Orwell,  publié en 1984.

## Présentation
L'ouvrage de Simon Leys est publié initialement en mémoire de la date orwellienne de 1984. La principale figure du roman 1984, publié en 1949, Big Brother, est devenue une figure métaphorique du régime policier et totalitaire, de la société de la surveillance, ainsi que de la réduction des libertés.

Pour Simon Leys : 

« Quand les Français lisent Orwell, c’est généralement dans une optique digne du Reader's Digest : son œuvre est alors réduite au simple 1984 privé de son contexte et arbitrairement réduit aux dimensions d’une machine de guerre anticommuniste. »

L'objectif de Leys est de souligner que l'œuvre d'Orwell ne se limite pas à son roman 1984. Il retrace le parcours personnel de l'écrivain et entend démontrer que l'œuvre et l'homme ne font qu'un. Pour le philosophe Jean-Claude Michéa, l'essai de Leys confirme que la critique par Orwell du totalitarisme soviétique ne peut être comprise qu'avec sa critique parallèle du système capitaliste. Ainsi le positionnement d'Orwell ne peut pas être confondu avec « l’antitotalitarisme libéral d’un Bernard-Henri Levy, d’un Jean-François Revel ou d’un Michel Foucault ». Pour Leys l’« annexion par la nouvelle droite reflète moins le potentiel conservateur de sa pensée que la persistante stupidité de [la] gauche. »
Leys qualifie George Orwell de « foncièrement vrai et propre ». Il voit en Orwell un « saint » du socialisme, ainsi il peut fasciner « ceux qui désespèrent que la politique puisse accoucher d'un monde de justice et de liberté. » Leys indique que c'est au nom du socialisme qu’Orwell s'est engagé contre les régimes totalitaires. Pour Orwell, le socialisme n'est pas une « idée abstraite, mais une cause qui mobilisait tout son être, et pour laquelle il avait d’ailleurs combattu et manqué se faire tuer durant la guerre d’Espagne. »
Leys démontre comment Orwell a conçu une horreur de la politique : « Ce que j’ai vu en Espagne, et ce que j’ai connu depuis du fonctionnement des partis de gauche, m’a fait prendre la politique en horreur. »

## Accueil critique
Le philosophe Jean-Claude Michéa considère l'essai de Simon Leys comme « le meilleur texte jamais écrit sur l’auteur de 1984 » à l'exception toutefois de la biographie de Bernard Crick. Il conseille de compléter cette lecture par Le Studio de l'inutilité où un chapitre est consacré à George Orwell.
Milan Kundera indique qu'il commença à apprécier George Orwell après la lecture du « magnifique » essai de Simon Leys dont il apprécie la concision.

## Éditions
Orwell ou l’horreur de la politique est publié à Paris, par l'éditeur Hermann dans la collection « Savoir » en 1984. L'ouvrage est réédité à Paris aux éditions Plon, en 2006, et chez Flammarion en 2014.

### Vidéo
- Apostrophes du 27 janvier 1984, Bernard Pivot y accueille Milan Kundera, Simon Leys et le critique Maurice Nadeau pour évoquer George Orwell.